# Departament de León
El Departament de León és un departament de Nicaragua. Té una extensió territorial de 5,138.03 km² (representant el 4,27% del territori nacional) i una població que supera els 374.000 habitants, sent un dels més densament poblats. Està situat a l'occident del país, i és un dels departaments més productius.
Limita al nord amb els departaments de Chinandega i Estelí, al sud amb el departament de Managua i a l'oest amb l'oceà Pacífic.

## Història
El departament León està situat a la regió del Pacífic de Nicaragua. El seu territori va ser ocupat per diferents tribus indígenes, de les quals ressalten nagrandans i maribis. Els seus principals pobles eren Sutiava i Imabite.
Els seus orígens daten gairebé des de la colonització de Nicaragua, quan en 1524 és fundada la ciutat de León a la regió d'Imabite, contigu al llac Xolotlán. El seu fundador va ser Francisco Hernández de Córdoba (fundador de Nicaragua). No obstant això, aquesta ciutat va ser destruïda per un terratrèmol el gener de 1610, situació a la qual se li sumava l'amenaça d'erupció del volcà Momotombo i que va motivar el seu abandó per fundar la nova ciutat de León (Nicaragua) en la seva ubicació actual.

## Divisió administrativa
Està organitzat administrativament en 10 municipis, dels quals la capçalera departamental és la ciutat de León.

### Municipis
1. Achuapa
2. El Jicaral
3. El Sauce
4. La Paz Centro
5. Larreynaga
6. León
7. Nagarote
8. Quezalguaque
9. Santa Rosa del Peñón
10. Telica